# Avahi unicolor
Avahi unicolor — вид приматів з родини індрієвих (Indriidae).

## Зовнішній вигляд
Відрізняється від Avahi occidentalis відсутністю білої маски обличчя і ширшими темними очними кільцями.
Обличчя лише трохи блідіше, ніж верх голови. Враження від маски обумовлене в основному різницею в консистенції волосся і довжині волосся: волосся на обличчі коротке, жорстка і не скручене взагалі, на відміну від оточуючого волосяного покриву. У лицьову область вторгається клин фронтального хутра вище носа. Тип лицьового хутро відрізняється так сильно від хутра на лобі, що кордон між двома областями може здаватися як темна лінія, хоча хутро насправді не темніше. Очі темно-бордові й має чорні, голі повіки. Писок теж чорний і голий. Хутро оточуюче куточки рота білувате. Хвіст може бути темнішим сіро-коричневим або більше червонувато-коричневим, хвостова основа блідо-коричневого-сіра або кремова. Хутро грудей, живота і внутрішньої поверхні верхніх кінцівок відносно тонке, пухнасте, й дуже світло-сіре або мишино-сірого кольору.

## Поширення
Цей відносно недавно описаний вид, ймовірно, обмежується областю Sambirano на північному заході Мадагаскару, в тому числі півостровом Ampasindava. Житель вологих тропічних лісів низовини (від рівня моря до 1600 м), і великих висотах в лісах Sambirano. Цей вид відомий тільки по кількох особинах і досі не вивчений у дикій природі.

## Поведінка
Веде нічний і деревний спосіб життя.

## Загрози та охорона
Вирубка лісів через підсічно-вогневе землеробство (навіть на крутих схилах) і для виробництва деревного вугілля, які можуть бути продані в Нусі-Бе, ймовірно, головна загроза. Ступінь полювання на цей вид не відомо. Видобуток також становить загрозу для цього виду.